# Aaron Gordon
Aaron Addison Gordon (* 16. September 1995 in San José, Kalifornien) ist ein US-amerikanischer Basketballspieler. Seit 2021 steht er bei den Denver Nuggets in der NBA unter Vertrag.

## Karriere

### High School und College
Gordon spielte für die Archbishop Mitty High School in San José. Dort entwickelte er sich zu einem der besten Highschool-Basketballspieler des Landes. So nahm er am renommierten McDonald’s All-American Game, einem Spiel der besten Jugendspieler des Landes, teil und wurde zum MVP des Spiels gekürt. Er nahm zudem 2013 mit den USA an der U-19-Basketball-Weltmeisterschaft teil und gewann die Goldmedaille.
Nach der Highschool spielte er ein Jahr für die University of Arizona und erzielte in dieser Freshman-Saison 12,4 Punkte, 8,0 Rebounds und 2,0 Assists.

### NBA

#### Orlando Magic
Im NBA-Draft 2014 wurde er bereits an vierter Stelle von den Orlando Magic ausgewählt. Nach 11 Spielen für die Magic verletzte sich Gordon am Fuß und fiel für 32 Spiele aus. Er absolvierte in seiner Rookiesaison 47 Spiele und erzielte dabei 5,2 Punkte und 3,6 Rebounds pro Spiel.
In seinem zweiten NBA-Jahr legte Gordon eine Steigerung hin und erzielte 9,2 Punkte, 6,5 Rebounds und 1,6 Assists pro Spiel. Zudem wurde er beim Slam Dunk Contest hinter Zach LaVine Zweiter.

#### Denver Nuggets
Am 25. März 2021 wurde Gordon nach knapp sieben Jahren bei den Magic zu den Denver Nuggets getauscht. 2023 gewann er mit der Mannschaft den NBA-Meistertitel.

## Erfolge
- 1× NBA-Meister: 2023

## Karriere-Statistiken

### NBA

#### Hauptrunde
| Saison  | Team             | GP  | GS  | MPG  | FG % | 3P % | FT % | RPG | APG | SPG | BPG | PPG  |
| ------- | ---------------- | --- | --- | ---- | ---- | ---- | ---- | --- | --- | --- | --- | ---- |
| 2014–15 | Orlando          | 47  | 8   | 17.0 | .447 | .271 | .721 | 3.6 | 0.7 | 0.4 | 0.5 | 5.2  |
| 2015–16 | Orlando          | 78  | 37  | 23.9 | .473 | .296 | .668 | 6.5 | 1.6 | 0.8 | 0.7 | 9.2  |
| 2016–17 | Orlando          | 80  | 72  | 28.7 | .454 | .288 | .719 | 5.1 | 1.9 | 0.8 | 0.5 | 12.7 |
| 2017–18 | Orlando          | 58  | 57  | 32.9 | .434 | .336 | .698 | 7.9 | 2.3 | 1.0 | 0.8 | 17.6 |
| 2018–19 | Orlando          | 78  | 78  | 33.8 | .449 | .349 | .731 | 7.4 | 3.7 | 0.7 | 0.7 | 16.0 |
| 2019–20 | Orlando          | 62  | 62  | 32.5 | .437 | .308 | .674 | 7.7 | 3.7 | 0.8 | 0.6 | 14.4 |
| 2020–21 | Orlando / Denver | 50  | 50  | 27.7 | .463 | .335 | .651 | 5.7 | 3.2 | 0.7 | 0.7 | 12.4 |
| 2021–22 | Denver           | 75  | 75  | 31.7 | .520 | .335 | .743 | 5.9 | 2.5 | 0.6 | 0.6 | 15.0 |
| 2022–23 | Denver           | 68  | 68  | 30.2 | .564 | .347 | .608 | 6.6 | 3.0 | 0.8 | 0.8 | 16.3 |
| 2023–24 | Denver           | 73  | 73  | 31.5 | .556 | .290 | .658 | 6.5 | 3.5 | 0.8 | 0.6 | 13.9 |
| Gesamt  | Gesamt           | 669 | 580 | 29.3 | .481 | .323 | .683 | 6.3 | 2.7 | 0.7 | 0.6 | 13.5 |

#### Play-offs
| Saison  | Team    | GP | GS | MPG  | FG % | 3P % | FT % | RPG | APG | SPG | BPG | PPG  |
| ------- | ------- | -- | -- | ---- | ---- | ---- | ---- | --- | --- | --- | --- | ---- |
| 2018–19 | Orlando | 5  | 5  | 32.8 | .468 | .400 | .526 | 7.2 | 3.6 | 1.2 | 0.2 | 15.2 |
| 2020–21 | Denver  | 10 | 10 | 29.9 | .434 | .391 | .640 | 5.4 | 2.0 | 0.5 | 0.3 | 11.1 |
| 2021–22 | Denver  | 5  | 5  | 32.0 | .426 | .200 | .714 | 7.2 | 2.6 | 0.4 | 1.2 | 13.8 |
| 2022–23 | Denver  | 20 | 20 | 35.6 | .518 | .391 | .652 | 6.0 | 2.6 | 0.6 | 0.7 | 13.3 |
| 2023–24 | Denver  | 12 | 12 | 37.1 | .585 | .407 | .821 | 7.3 | 4.4 | 0.8 | 0.6 | 14.3 |
| Gesamt  | Gesamt  | 52 | 52 | 34.3 | .502 | .374 | .675 | 6.4 | 3.0 | 0.7 | 0.6 | 13.3 |

## Privatleben
Gordons Bruder Drew Gordon, auch Basketball-Profi und für die Philadelphia 76ers kurz aktiv im Jahre 2014, starb am 30. Mai 2024 bei einem Autounfall in Portland, Oregon.